# Educación en Madrid
La educación en la ciudad de Madrid depende a su vez de la Consejería de Educación de la Comunidad de Madrid, que asume las competencias de educación a nivel regional.

## Educación
En la ciudad Madrid, se estima que hay unos 168.000 alumnos en educación infantil, 320.800 en educación primaria, unos 4.500 en Educación Especial, y en torno a 50.000 de Formación Profesional.
El total de estudiantes no universitarios es superior al millón de alumnos, de los que unos 600.000 estudian en centros públicos, 260.000 en centros privados concertados y unos 150.000 en centros privados no concertados.
en la Comunidad de Madrid.</ref>

## Universidades
La Comunidad de Madrid es sede de seis universidades públicas (siete si se cuenta la UNED, de ámbito nacional). De ellas, cuatro tienen su paraninfo o alguna de sus facultades o escuelas en la ciudad de Madrid:
- Universidad Complutense de Madrid (con su paraninfo y la mayor parte de sus escuelas y facultades en la Ciudad Universitaria de Madrid).
- Universidad Politécnica de Madrid (con su paraninfo y algunas escuelas en la Ciudad Universitaria de Madrid y otras escuelas en el Campus Sur en Vallecas y el campus de Montegancedo (entre Boadilla del Monte y Pozuelo de Alarcón).
- Universidad Autónoma de Madrid (con su campus en Cantoblanco).
- Universidad Rey Juan Carlos (que aunque desarrolla la mayor parte de su actividad en Móstoles, Alcorcón y Fuenlabrada, también cuenta con facultades en el distrito de Vicálvaro).

Asimismo, Madrid destaca como centro de investigación: el CSIC (Consejo Superior de Investigaciones Científicas), las diversas Academias nacionales, la Biblioteca Nacional, etc. También se destaca por ser el primer centro museístico del país: Museo del Prado, Museo Nacional Centro de Arte Reina Sofía, y otros.
En el distrito de Moncloa-Aravaca está la Ciudad Universitaria de Madrid, un barrio en el que se concentran la mayor parte de las facultades y escuelas superiores de las universidades Complutense y Politécnica.

### Centros de formación artística y literaria
Madrid cuenta con los centros más significados de España en el campo de las artes y las letras.
- Casa Encendida Archivado el 11 de octubre de 2007 en Wayback Machine. (perteneciente a la Obra Social de Cajamadrid)
- Escuela de Escritores, talleres literarios a distancia.
- Escuela de Letras, especializada en literatura.
- Escuela Contemporánea de Humanidades, cultura y humanidades.
- Hotel Kafka - centro de arte, especializado en escritura creativa y guion.
- I|Art, Instituto Superior de Arte.
- TAI, Escuela de Artes y Espectáculos, especializada en cine.
- Talleres de Escritura Creativa Fuentetaja, especializada en talleres literarios.